# Giles Gilbert Scott
Giles Gilbert Scott (ur. 9 listopada 1880 w Hampstead, zm. 8 lutego 1960 w Londynie) – brytyjski architekt, projektant katedry w Liverpoolu i elektrowni Battersea oraz autor brytyjskich budek telefonicznych.

## Życiorys
Giles Gilbert Scott pochodził z rodziny o dużych tradycjach architektonicznych. Niezwykle znanym architektem epoki wiktoriańskiej był jego dziadek George Gilbert Scott. Architektami byli też ojciec George Gilbert Scott (młodszy) i stryj John Oldrid Scott.
Już w młodości przeznaczony do zawodu architekta, początkowo praktykował u boku uczniów swego ojca. Jako współpracownik Thomasa Garnera w 1903 r. wziął udział w konkursie na projekt katedry w Liverpoolu. Z racji nikłego doświadczenia początkowo pracował tutaj z bardziej doświadczonym George'em Frederickiem Bodleyem, jednak po śmierci tego ostatniego w 1907 r. kontynuował prace samodzielnie, całkowicie zmieniając projekt budowli. Budowa katedry trwała długie lata i zakończyła się po jego śmierci, jednak przyniosła Scottowi liczne inne zamówienia na kościoły katolickie i anglikańskie w Anglii i Szkocji.
Od lat trzydziestych XX wieku zaczęły powstawać najbardziej znane projekty budowli świeckich Scotta. Pracował na rzecz uniwersytetów w Oksfordzie i Cambridge (zaprojektował m.in. nowy budynek Bodleian Library w Oksfordzie). Projektował także obiekty inżynieryjne i przemysłowe, w tym zbudowany w latach 40. most Waterloo Bridge na Tamizie oraz elektrownie Bankside i Battersea w Londynie.
Scott jest także projektantem ikonicznej, czerwonej, brytyjskiej budki telefonicznej, której pierwszy wzór opracował w 1924 r. (model K2), a następnie zmodyfikował go w 1936 r. (model K6).
Działalność Scotta była wielokrotnie doceniana: m.in. w 1912 r. został członkiem Royal Institute of British Architects, w 1918 r. został członkiem stowarzyszonym Royal Academy of Arts, a jej pełnoprawnym członkiem – w 1922 r. W 1924 r. otrzymał tytuł rycerski (po konsekracji katedry w Liverpoolu), a w 1925 r. złoty medal Royal Institute of British Architects. W 1944 r. otrzymał Order of Merit.

## Projekty Scotta

### Budynki

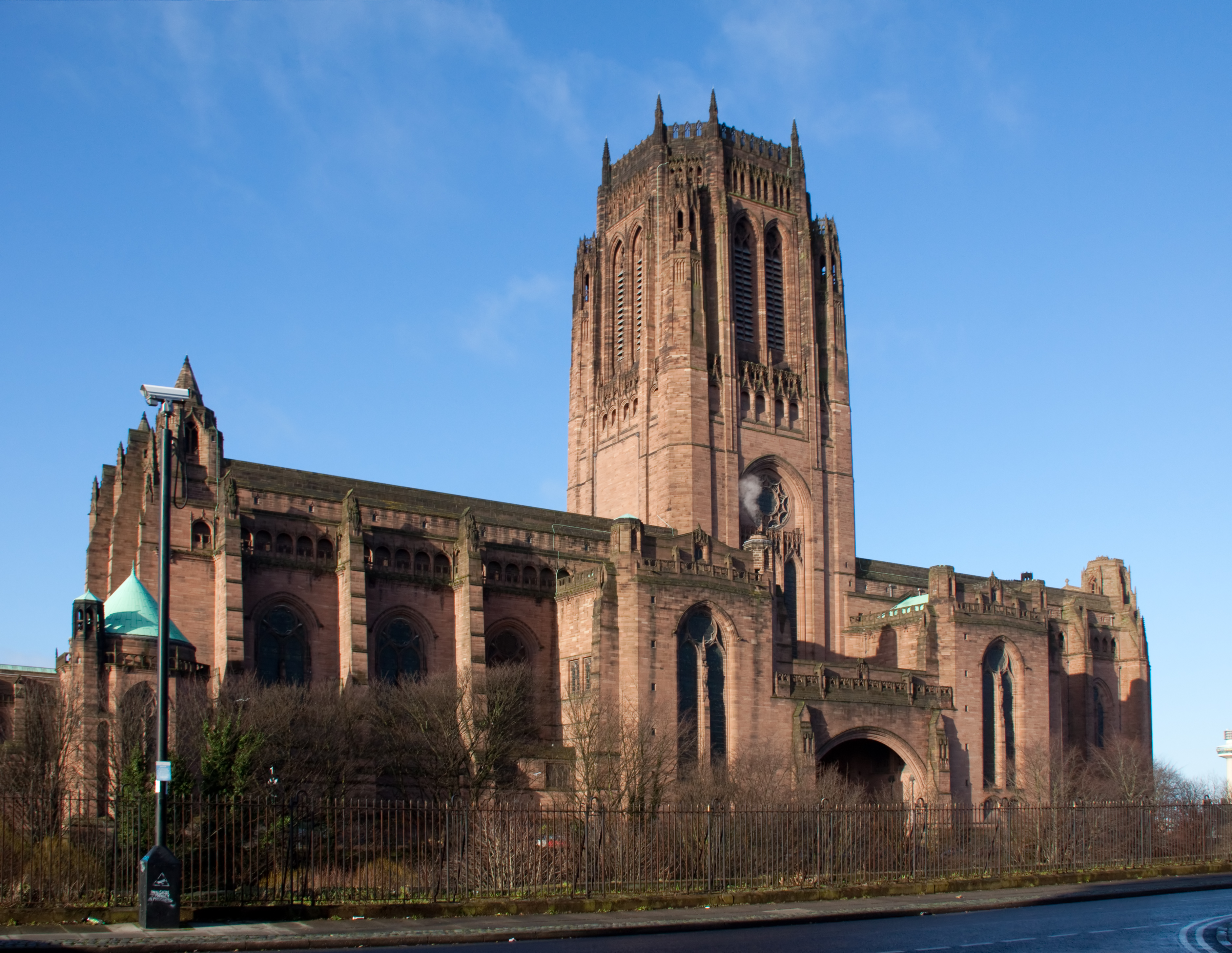
Katedra w Liverpoolu
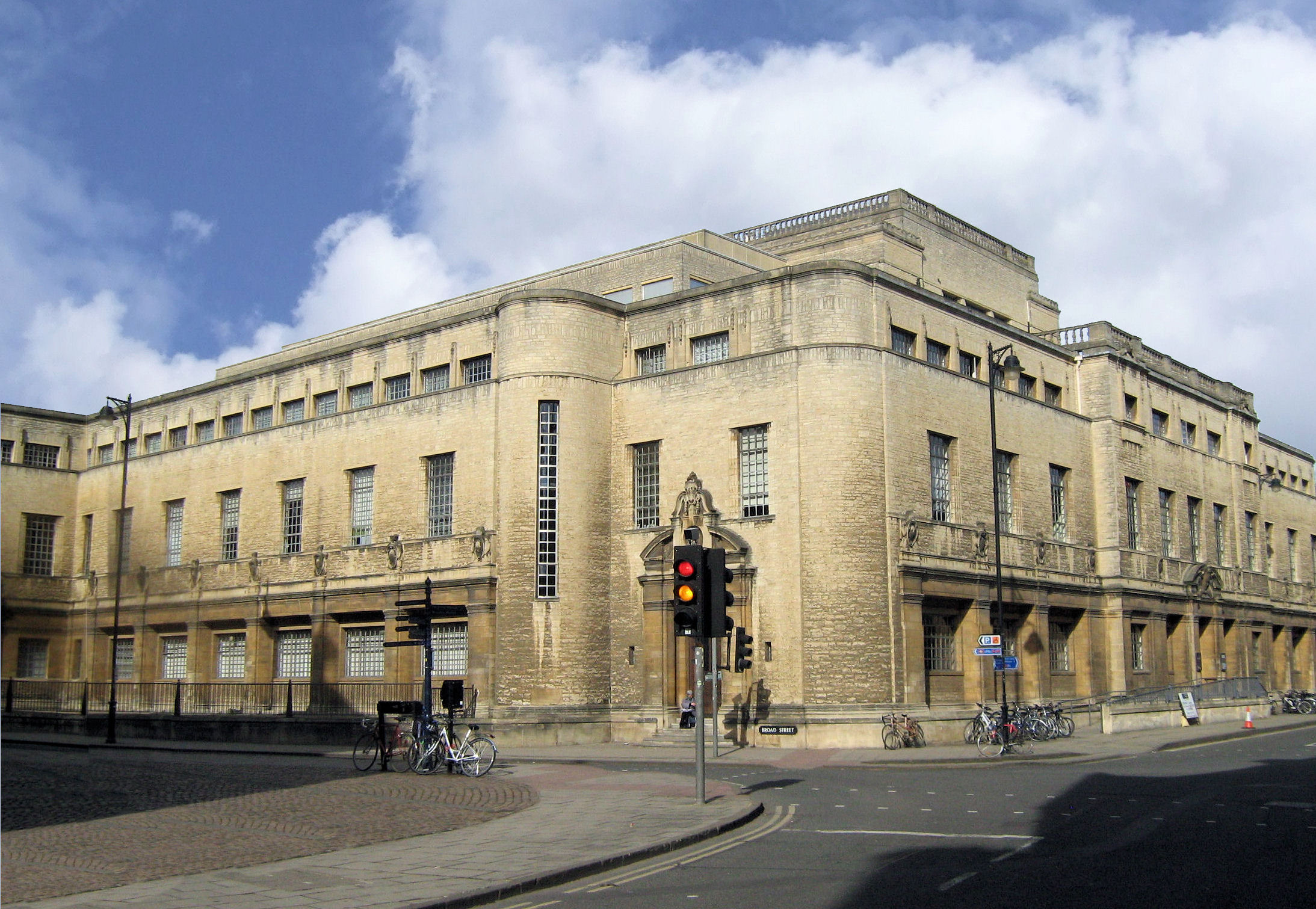
New Bodleian Library w Oksfordzie
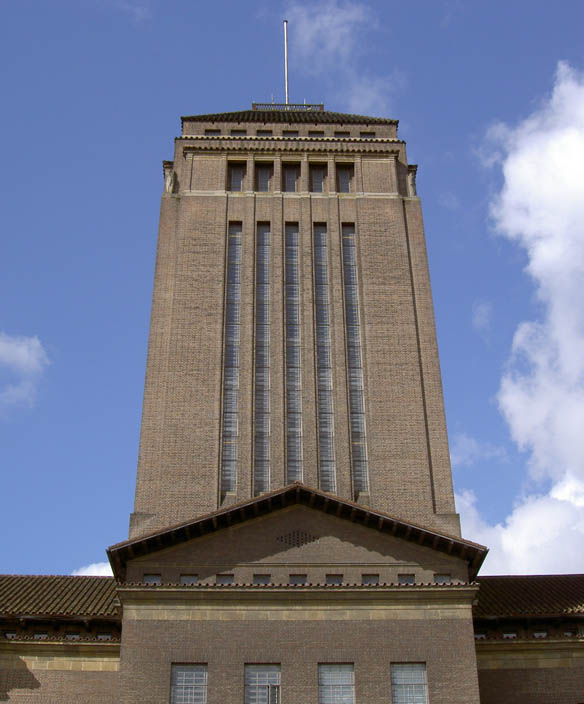
Wieża biblioteki uniwersyteckiej w Cambridge
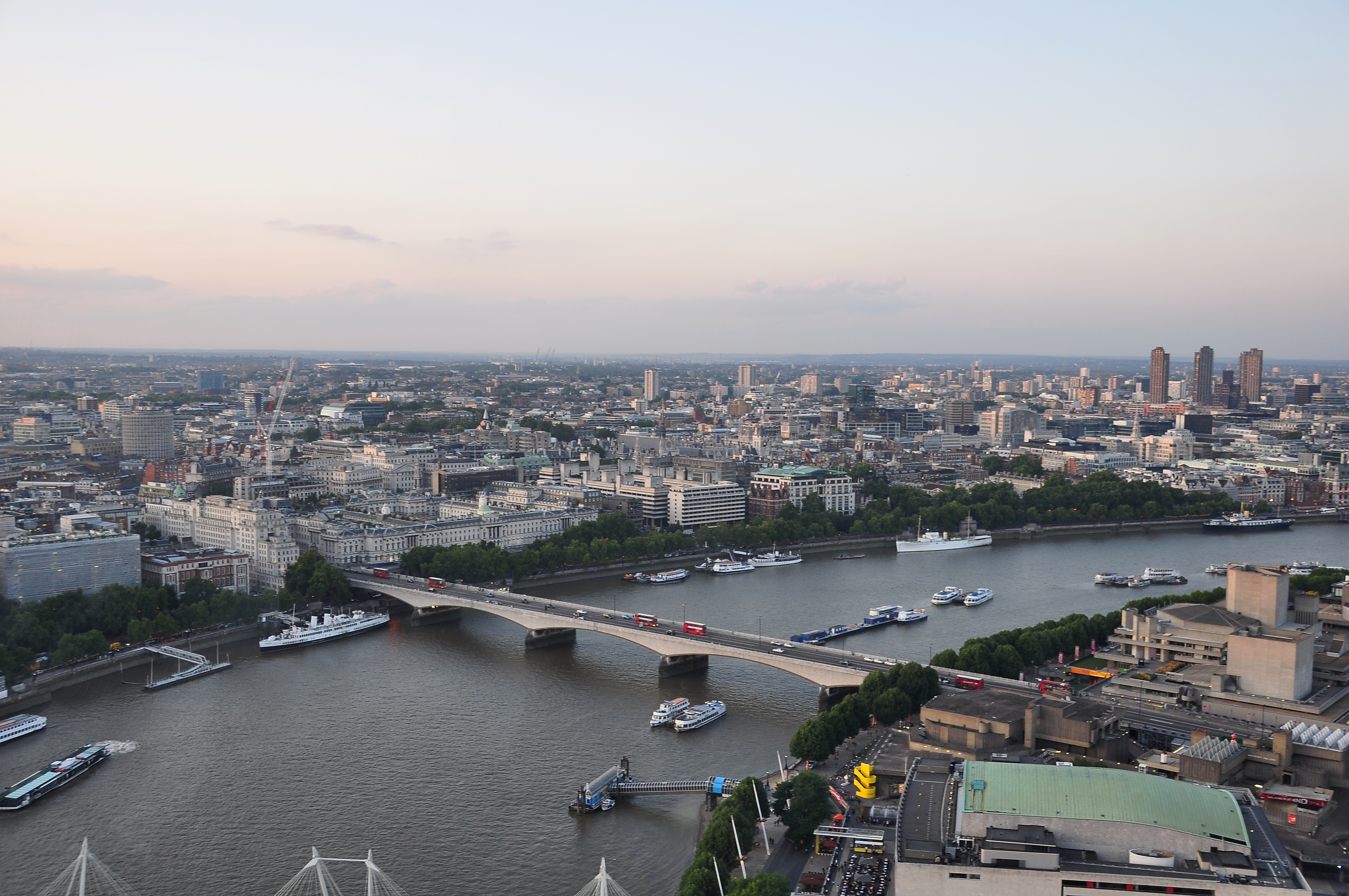
Waterloo Bridge w Londynie
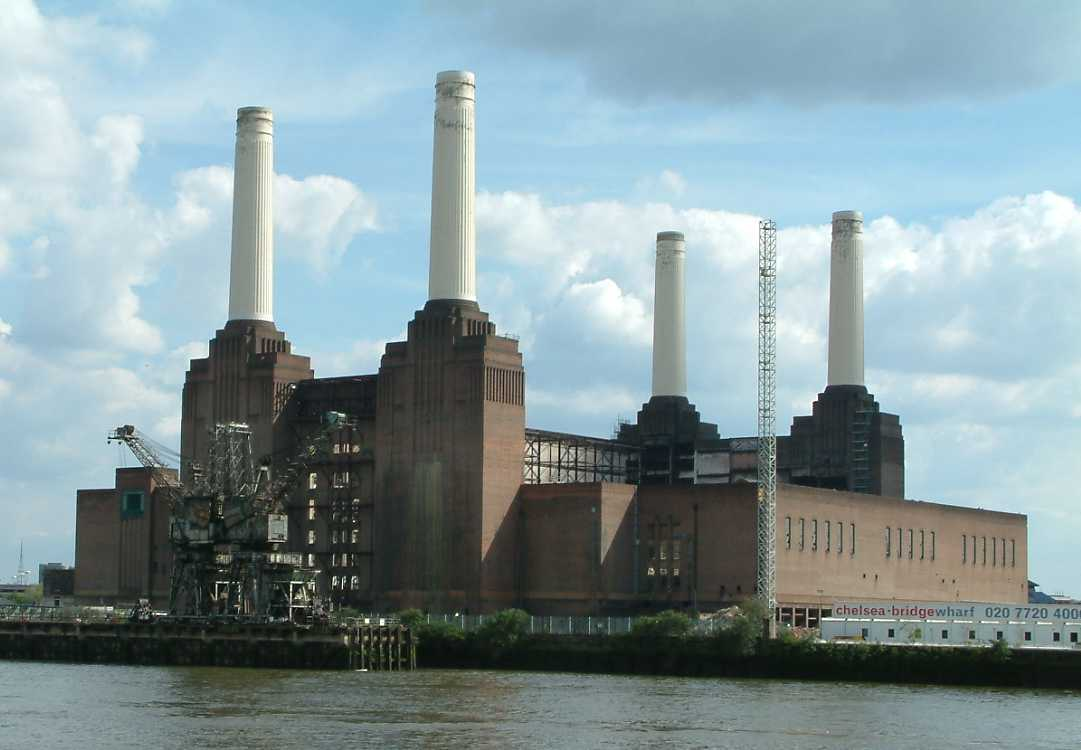
Elektrownia Battersea w Londynie
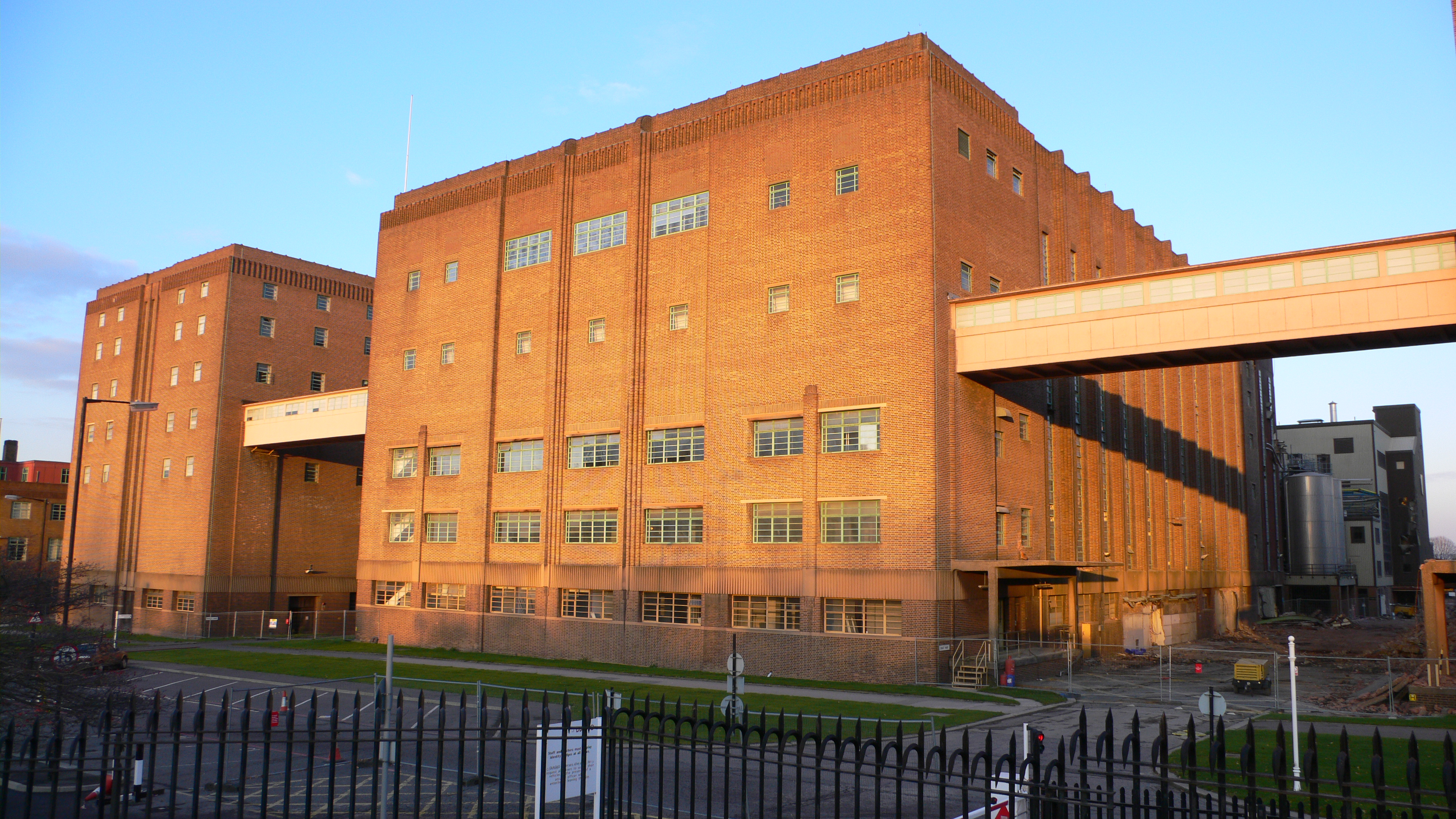
Dawny browar Guinnessa w Londynie
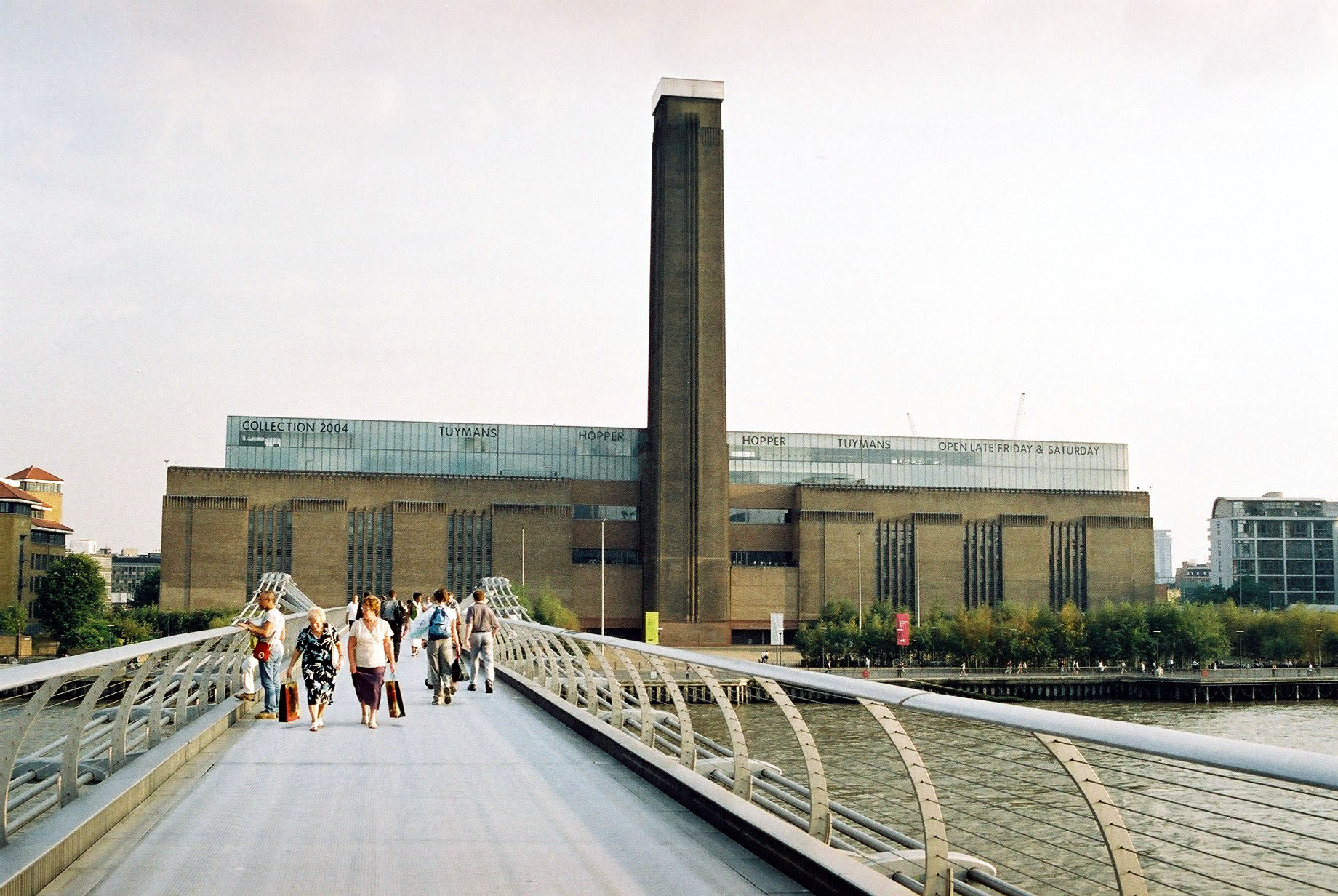
Galeria Tate Modern, pierwotnie zaprojektowana przez Scotta elektrownia Bankside w Londynie
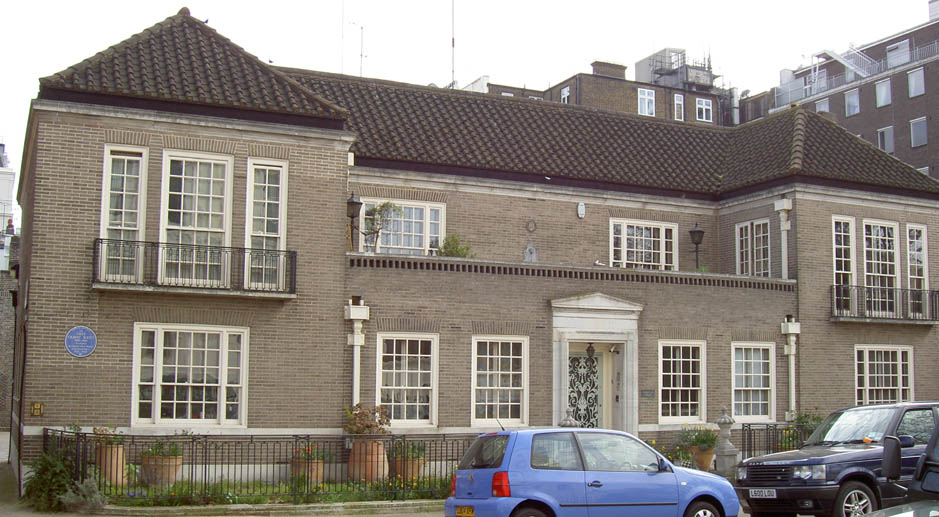
Chester House, dom własny Scotta w Londynie

### Budki telefoniczne

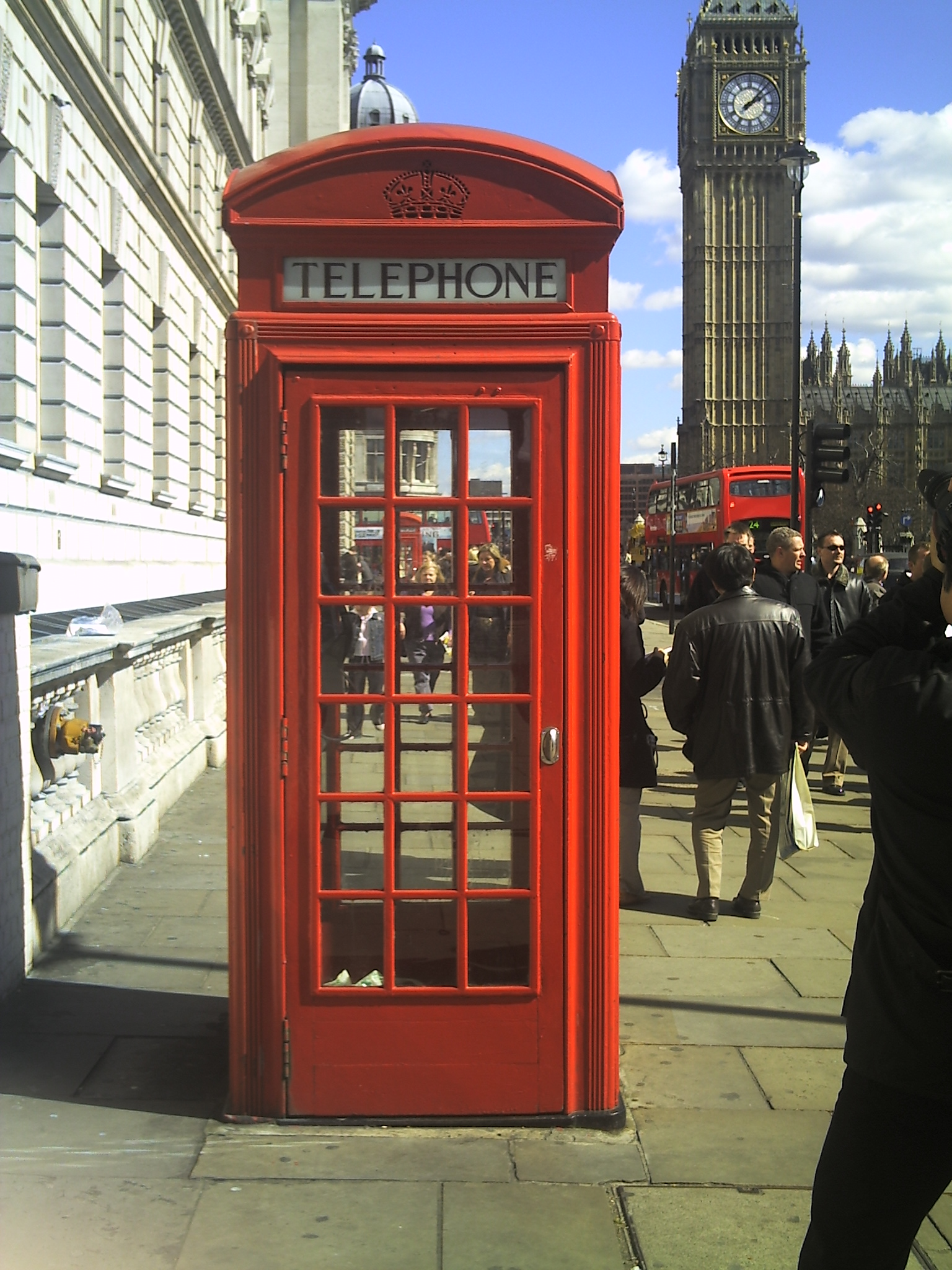
Brytyjska budka telefoniczna, model K2 w Londynie
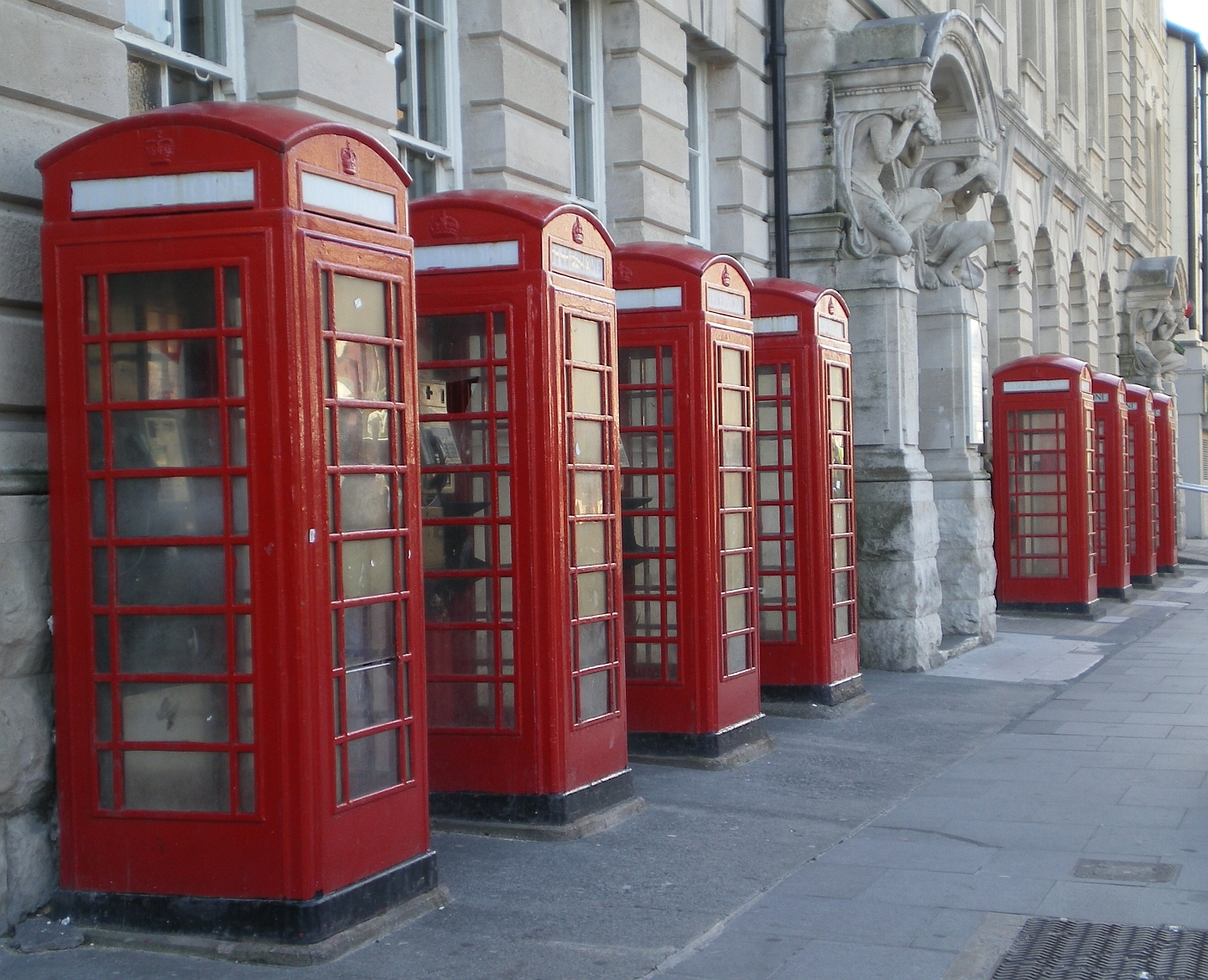
Budki K6 w Blackpool